# Der Dicke und der Bär
Der Dicke und der Bär (engl. Titel: The Fat and the Furriest) ist die fünfte Folge der fünfzehnten Staffel der Serie Die Simpsons.

## Handlung
Homer Simpson kauft seiner Frau Marge zum Muttertag eine Jahrmarktsmaschine für den Hausgebrauch. Mit dieser Maschine kann man Zuckerwatte herstellen oder Nahrungsmittel karamellisieren und frittieren. In der Nacht formt Homer einen riesigen Zuckerwatte-Karamell-Ball, der jedoch so groß ist, dass er ihn nicht ganz essen kann und haufenweise Tiere anlockt. Seine Frau Marge fordert ihren Mann auf, den Zuckerball zu entsorgen, woraufhin er zur Müllkippe fährt. Dort wird er von einem Bären angegriffen. Er entkommt nur knapp und hat zuhause angekommen panische Angst vor Dingen, welche etwas mit Bären zu tun haben. Homers Vater Abe schlägt ihm vor, sich am Bären zu rächen. Als Homer zum Wald fährt, wird er von demjenigen Bären verschleppt, der ihn erneut angreift und verletzt. Doch Homer bemerkt, dass der Bär nur so aggressiv ist, weil er einen schmerzenden Chip im Ohr hat. Diesen entfernt Homer. Gemeinsam freunden sich die beiden an. Doch seine Familie fängt sich an Sorgen zu machen und bitten einen Jäger, den Bären zu suchen. Homer erfährt, dass der Jäger es auf den Bären abgesehen hat und hilft ihm zur Flucht in ein Naturschutzgebiet.

## Hintergrund
Die Camper Bart, Carl und Lenny singen und tanzen zu dem Song Afternoon Delight der Starland Vocal Band von 1976. Die Folge gewann im Jahr 2004 den Environmental Media Award in der Sparte Television Episodic Comedy.